# Alcyonium
Alcyonium Linnaeus, 1758 è un genere di ottocoralli della famiglia Alcyoniidae.

## Tassonomia
Comprende le seguenti specie:
- Alcyonium acaule Marion, 1878
- Alcyonium antarcticum Wright & Studer, 1889
- Alcyonium aspiculatum Tixier-Durivault, 1955
- Alcyonium aurantiacum Quoy & Gaimard, 1834
- Alcyonium bocagei (Saville Kent, 1870)
- Alcyonium bosphorense (Tixier-Durivault, 1961)
- Alcyonium burmedju Sampaio, Stokvis & van Ofwegen, 2016
- Alcyonium catalai Tixier-Durivault, 1970
- Alcyonium ceylonense May, 1899
- Alcyonium clavatum Studer, 1890
- Alcyonium compactofestucum Verseveldt & van Ofwegen, 1992
- Alcyonium compressum Studer, 1901
- Alcyonium contortum Kükenthal, 1906
- Alcyonium coralloides (Pallas, 1766)
- Alcyonium cydonium Linnaeus, 1767 sensu Esper, 1829
- Alcyonium dendroides Thomson & Dean, 1931
- Alcyonium digitatum Linnaeus, 1758
- Alcyonium dolium McFadden & van Ofwegen, 2017
- Alcyonium elegans (Kükenthal, 1902)
- Alcyonium etheridgei Thomson & Mackinnon, 1911
- Alcyonium fauri J.S. Thomson, 1910
- Alcyonium foliatum J. S. Thomson, 1921
- Alcyonium glaciophilum van Ofwegen, Häussermann & Försterra, 2007
- Alcyonium glomeratum (Hassall, 1843)
- Alcyonium grandis Casas, Ramil & van Ofwegen, 1997
- Alcyonium graniferum Tixier-Durivault & d'Hondt, 1974
- Alcyonium haddoni Wright & Studer, 1889
- Alcyonium hibernicum (Renouf, 1931)
- Alcyonium jorgei van Ofwegen, Häussermann & Försterra, 2007
- Alcyonium kukenthali Nutting, 1912
- Alcyonium manusdiaboli Linnaeus, 1767
- Alcyonium maristenebrosi Stiasny, 1937
- Alcyonium megasclerum Stokvis & van Ofwegen, 2006
- Alcyonium membranaceum Kükenthal, 1906
- Alcyonium muricatum Yamada, 1950
- Alcyonium norvegicum (Koren & Danielssen, 1883)
- Alcyonium novarae Kükenthal, 1906
- Alcyonium pacificum Yamada, 1950
- Alcyonium palmatum Pallas, 1766
- Alcyonium patagonicum (May, 1899)
- Alcyonium paucilobulatum Casas, Ramil & van Ofwegen, 1997
- Alcyonium profundum Stokvis & van Ofwegen, 2006
- Alcyonium repens Stiasny, 1941
- Alcyonium reptans Kükenthal, 1906
- Alcyonium robustum Utinomi, 1976
- Alcyonium roseum (Tixier-Durivault, 1954)
- Alcyonium senegalense Verseveldt & van Ofwegen, 1992
- Alcyonium siderium Verrill, 1922
- Alcyonium sollasi Wright & Studer, 1889
- Alcyonium southgeorgiensis Casas, Ramil & van Ofwegen, 1997
- Alcyonium spitzbergense Verseveldt & van Ofwegen, 1992
- Alcyonium spongiosum Esper
- Alcyonium studeri (J.S. Thomson, 1910)
- Alcyonium submurale Ridley, 1883
- Alcyonium variabile (J.S. Thomson, 1921)
- Alcyonium varum McFadden & van Ofwegen, 2013
- Alcyonium verseveldti Benayahu, 1982
- Alcyonium yepayek van Ofwegen, Häussermann & Försterra, 2007